# 愛をささやくとき
「愛をささやくとき」（あいをささやくとき、The Way I Feel Tonight）は、ベイ・シティ・ローラーズの1977年のアルバム『恋のゲーム』に収録されたポップ・バラードの楽曲。ハーヴェイ・シールドが書き、レスリー・マッコーエンのボーカルをフィーチャーしたこの曲は、ゆっくりしたテンポのドラマティックなバラードで、重厚なオーケストラを用いた編曲が施されている。
各国で7インチ・シングルがリリースされ、Billboard Hot 100では、最高24位まで上昇した。バンドにとっては、『ビルボード』誌の全米シングル・チャートである Billboard Hot 100 に入った最後の曲であったが、同誌のアダルト・コンテンポラリー・チャートでは、2曲目のチャート入りにして最も上昇した曲となり、最高16位となった。日本では、他国ではシングル曲とならなかった「ハートで歌おう (Don't Let the Music Die)」がシングルとしてリリースされた際に、B面曲として「愛をささやくとき」が収録された。

## トラックリスト
1. 愛をささやくとき "The Way I Feel Tonight" - 3:28
2. ラヴ・パワー "Love Power" - 3:35

## クレジット
- プロデューサー - ハリー・マスリン（英語版）
- 作詞作曲 - ハーヴェイ・シールド

## チャート
| チャート（1975年-1976年）                   | 最高位 |
| ------------------------------------------- | ------ |
| オーストラリア (KMR)                        | 56     |
| カナダ (RPM) トップ・シングル               | 23     |
| ニュージーランド (Recorded Music NZ)        | 38     |
| アメリカ合衆国 Billboard Hot 100            | 24     |
| アメリカ合衆国 Billboard Adult Contemporary | 16     |
| アメリカ合衆国 Cash Box Top 100             | 19     |